# Маконде
Маконде е етническа група в Югоизточна Танзания, Северен Мозамбик и Руанда.
Маконде първоначално развиват културата си на платото Муеда в Мозамбик. Днес те живеят в Танзания и Мозамбик, но има малък брой и в Кения. В Танзания през 2001 населението от етническата група е било около 1 140 000 души, а в Мозамбик през същата година преброяването сочи 233 358 души.
Маконде се противопоставят на африканските, арабските и европейските поробители. Не падат под колониална зависимост до 1920-те години. Най-известни са с дърворезбата си и ритуалите за полово съзряване.
Групата говори езика маконде, познат и като чимаконде – централен банту език, близък до езика яо. Голяма част от тях говори и други езици като английски в Танзания, португалски в Мозамбик и суахили и махуа в двете страни.
Традиционната религия е анимистична форма на боготворене на предците, която се изповядва и до днес, въпреки че в Танзания те са мюсюлмани, а в Мозамбик – католици или мюсюлмани.